# Терористичний акт
Терористичний акт — це застосування зброї, вчинення вибуху, підпалу чи інших дій, які створювали небезпеку для життя чи здоров'я людини або заподіяння значної майнової шкоди чи настання інших тяжких наслідків, якщо такі дії були вчинені з метою порушення громадської безпеки, залякування населення, провокації воєнного конфлікту, міжнародного ускладнення, 
або з метою впливу на ухвалення рішень чи вчинення або невчинення дій органами державної 
влади чи органами місцевого самоврядування, службовими особами цих органів, об'єднаннями громадян, юридичними особами, або привернення уваги громадськості до певних політичних, релігійних чи інших поглядів винного (терориста), а також погроза вчинення зазначених дій з
тією самою метою.

## Склад злочину
Родовий об'єкт є злочини проти громадської безпеки
Безпосередній  об'єкт, передбаченого ст. 258, є громадська безпека від проявів тероризму.
Додатковий безпосередній  об'єкт  
Життя та здоров'я особи 
Відносини власності

## Об'єктивна сторона цього злочину
має  дві форми:
1) застосування зброї, вчинення вибуху, підпалу чи інших дій, які створювали небезпеку для життя чи здоров'я людини або заподіяння значної майнової шкоди чи настання інших тяжких наслідків; 
2) погроза вчинення зазначених дій.
Під застосуванням зброї слід розуміти використання її вражаючих властивостей проти життя, здоров'я, майна чи довкілля.
Поняття вибуху, підпалу розглянуті при аналізі складу диверсії (ст. 113 КК).
До інших дій, які створювали небезпеку для життя чи здоров'я людини або заподіяння значної майнової шкоди чи настання інших тяжких наслідків, можуть бути віднесені застосування радіоактивних, отруйних та інфекційних речовин, біотероризм, затоплення, обвали, каменепади, газові атаки, зруйнування будівель, споруд, доріг, засобів зв'язку, пошкодження об'єктів довкілля, нафтових родовищ, систем життєзабезпечення тощо.
Для закінченого складу терористичного акту у формі застосування зброї, вчинення вибуху, підпалу чи інших загальнонебезпечних дій, необхідно щоб будь-яка з них створювала реальну небезпеку для життя чи здоров'я людини або заподіяння значної майнової шкоди чи настання інших тяжких наслідків.
Небезпека для життя чи здоров'я людини або заподіяння значної матеріальної шкоди чи настання інших тяжких наслідків — це -реальна можливість, висока, максимальна імовірність настання цих наслідків. Вона дорівнює або наближається до неминучості, призвела 6 до настання тяжких наслідків, якби її не було зупинено, усунено.
Погроза вчинення загально-небезпечних дій передбачає доведення до відома органів державної влади чи місцевого самоврядування, службових осіб, об'єднань громадян, юридичних або фізичних осіб, наміру готовності винного вчинити зазначені дії. 
З моменту такої погрози терористичний акт вважається закінченим злочином. Погроза може бути виявлена як безпосередньо, так і опосередковано, як відкрито, публічно, так і анонімно, усно чи письмово тощо.

## Суб’єктом злочину
Суб’єктом злочину є осудна особа, яка досягла 14-річного віку.

## Суб’єктивна сторона терористичного акту
Суб’єктивна сторона терористичного акту характеризується прямим умислом і хоча б однією спеціальною метою :
- порушення громадської безпеки,

- залякування населення;

- провокація воєнного конфлікту,

- провокація міжнародного ускладнення;

- вплив на прийняття рішень чи вчинення або не вчинення дій органами державної влади чи органами місцевого самоврядування, службовими особами цих органів, об’єднаннями громадян, юридичними особами;

- привернення уваги громадськості до певних політичних, релігійних чи інших поглядів винного (терориста).

Порушення громадської безпеки як мета терористичного акту є намаганням винного терориста кинути певний виклик суспільству, його захищеності, гарантованості від загроз, позбавити людей почуття безпеки (спокою), поставити в небезпеку життя і здоров'я людей та інші цінності суспільства, створити і продемонструвати небезпеку настання тяжких наслідків або їх заподіяння..
Залякування населення — це прагнення терориста викликати у населення терофобію, зробити його боязким, лякливим, застрашувати його, посіяти страх, жах, паніку тощо.
Провокація воєнного конфлікту, міжнародного ускладнення — це підбивання (підбурювання) до настання таких подій.. Вплив на прийняття рішення чи вчинення дій органами державної влади чи місцевого самоврядування, службовими особами цих органів, об'єднаннями громадян, юридичними особами означає тиск на зазначені органи чи особи.
Привертання уваги громадськості до певних політичних, релігійних чи інших поглядів винного (терориста) — це прагнення зробити свої погляди об'єктом уваги громадськості, примусити її до цього.
1Якщо дії, передбачені ст. 258 КК, вчинені з метою ослаблення держави, то відповідальність настає за диверсію (див.  ст. 113 КК).
Терористичний акт (Теракт) - вбивство або заподіяння тяжких тілесних ушкоджень державному чи громадському діячеві у зв'язку з його державною або громадською діяльністю. В СРСР Т.а. розглядається як один з найтяжчих особливо небезпечних державних злочинів. Вчинення його можливе лише при наявності прямого антирадянського умислу.